# اندکی لمس اشمیلسون در شب
«اندکی لمس اشمیلسون در شب» آلبومی از هنرمند اهل ایالات متحده آمریکا هری نیلسون است که در سال ۱۹۷۳ میلادی منتشر شد. تنظیم‌کننده آهنگ این ترانه گوردون جنکینز بود.